# Woobinda (Animal Doctor)
Woobinda (Animal Doctor) ist eine australische Fernsehserie über einen verwitweten Tierarzt, der in New South Wales lebt und arbeitet und mit seinen Familienmitgliedern und Mitarbeitern viele Abenteuer zu bestehen hat. Die Fernsehserie, welche sich an alle Altersgruppen richtet, weist eine starke Ähnlichkeit mit der US-amerikanischen Serie Daktari auf. Sie wurde erstmals 1970 im deutschen Fernsehen ausgestrahlt.

## Produktion
Woobinda (Animal Doctor) wurde ursprünglich auf nur 26 Folgen, alle im Jahr 1968 abgedreht, angelegt. Dann wurde 1969 entschieden 13 weitere Folgen zu produzieren. Einer der Gründe war, dass es möglich war solche Serien bis zu 39 Episoden ins Ausland zu verkaufen. Unter den Abnehmern war England, Irland, Hongkong, Deutschland, Italien, Thailand, Singapur, Japan, Kanada und sogar Rumänien, das erste Land hinter dem eisernen Vorhang, welches eine australische Fernsehproduktion ankaufte. Die Pilotfolge wurde im Februar 1968 unter dem Arbeitstitel „Animal Doctor“ produziert. Bereits im April wurde die Serie in „Woobinda (Animal Doctor)“ umbenannt. Woobinda ist das Aborigine-Wort für „Der Mann, der heilt“. Und überhaupt wurde nahezu erstmals im australischen Fernsehen das Befinden der Ureinwohner Australiens berücksichtigt.
Die Fernsehserie ist eine Koproduktion des Deutschen Fernsehens mit den australischen Fernsehsendern ABC und Nine Network. Zunächst erhielt die ABC das Recht der Erstausstrahlung der 26 Folgen, dann sollte es von Nine Network wiederholt werden dürfen. Letztere erhielten dafür das Erstausstrahlungsrecht der zweiten Staffel, gefolgt durch die Wiederholungen der ABC. Nun war es aber so, dass die ABC alle 39 Episoden, beginnend ab 3. Juni 1969, erstausstrahlte und 1970 wiederholte. Alle folgenden Wiederholungen ab 1971 erfolgten durch Nine Network.
In Deutschland wurde die Serie erstmals am 8. April 1970 im Hessischen Werbefernsehen im Vorabendprogramm ausgestrahlt (beginnend mit der zweiten Episode). Wenige Monate später folgten auch der Sender Freies Berlin und andere Landesrundfunkhäuser auf ähnlichen Sendeplätzen. Hierbei wurde bei allen die Reihenfolge der Serie nie eingehalten und die Folgen bunt durcheinandergewürfelt ausgestrahlt. Sie wurden zudem zeitlich dem Programmschema des Vorabends angepasst und die ursprünglich 30-minütigen Folgen um jeweils fünf Minuten verkürzt.

## Inhalt
Die Serie weist eine starke Ähnlichkeit mit der erfolgreichen US-amerikanischen Fernsehserie Daktari (1966 bis 1969) auf. In Woobinda (Animal Doctor) praktiziert der Tierarzt Dr. Stevens, genannt Woobinda, im australischen Busch in der fiktiven Stadt Gotten’s Creek in New South Wales. Mit ihm leben seine 18-jährige Tochter Tiggy und der indigene Adoptivsohn Kevin. Der junge deutsche Tierarzt Peter Fischer unterstützt den Woobinda bei der Arbeit.

## Rezeption
Die Journalisten Michael Reufsteck und Stefan Niggemeier beschreiben Woobinda als „Daktari auf Australisch“ und erkennen darin Bewährtes, wie den Mix von „süßen Tieren“, rücksichtslosen Menschen und überwältigenden Landschaftsaufnahmen.
Der Assistent der Hauptfigur ist ein deutscher Tierarzt, der Erfahrungen sammeln möchte, um später eine eigene Praxis eröffnen zu können. Der Charakter ist ein Zugeständnis an die deutschen Geldgeber und wurde von dem ausgebildeten Schauspieler Lutz Hochstraate verkörpert. Hochstraate reiste hierzu eigens nach Australien.

„Die Produzenten suchten nach einem deutschen Schauspieler, der den Part von Peter Fischer spielt und mein Agent bekam eine Anfrage. Ich war im deutschen Fernsehen schon recht bekannt, aber die Rolle in Woobinda und in Australien zu arbeiten war für mich nicht weniger herausfordernd.“

Lutz Hochstraate benötigte eine Weile, bis er an die leichte Art gewöhnt war, wie Australier Sachfragen angehen („easy-going Aussie style of doing things“). Er sah große Unterschiede zur angespannten deutschen Arbeitsweise. Die Dinge würden in Australien weniger straff organisiert. Er sagt, dass ein solcher Film in Europa ein Desaster würde, weil z. B. bei der australischen Arbeitsweise Drehbücher erst einen Tag vor dem Drehtermin ausgehändigt werden und dennoch das Resultat ansehnlich sei. Hochstraate synchronisierte sich anschließend selber.
In der Folge gab es, vornehmlich auf dem deutschen Markt, eine Vielzahl von Büchern, die die Idee aus den Folgen heraus verschriftlichten oder fortsetzten.